# 吳回 (西漢)
吳回（前3世纪?—前187年），中國西漢吳氏長沙國第三代王，長沙成王吳臣長子。漢惠帝二年（前193年）襲位，居臨湘，在位七年，吕后元年（前187年）薨，諡哀王。
| 前任： 吳臣 | 長沙王 前193年－前187年 | 继任： 吳右 |